# التحالف الوطني لتحرير سوريا
كان التحالف الوطني لتحرير سوريا ائتلافًا بين جماعات المعارضة السورية، بدعم من الحكومة العراقية. وقد جرى تأسيس التحالف الوطني في باريس في مارس 1982. وبث صوت سوريا العربية ميثاق التحالف الوطني في 22 مارس 1982. ودعا التحالف الوطني للنضال الشعبي المسلح من أجل الإطاحة بنظام الأسد.
وقد جمع الائتلاف فصائل إسلامية و‌قومية عربية، تتكون من الجناح السوري لحزب البعث العربي الاشتراكي الذي يتخذ من بغداد مقرًا له، جماعة الإخوان المسلمين بزعامة عدنان سعد الدين، الجبهة الإسلامية بزعامة الشيخ عبد الفتاح أبو غدة، الحزب الشيوعي - المكتب السياسي بزعامة رياض الترك، الحزب العربي الاشتراكي بزعامة أكرم الحوراني و‌الاتحاد الاشتراكي العربي بزعامة جاسم علوان ومحمد الجراح، وكذلك شخصيات مستقلة مثل نسيم السفرجلاني، خالد الحكيم وحمود الشوفي.
بالنسبة للحكومة العراقية، فإن قرار الحكومة السورية بعرقلة صادرات النفط العراقي إلى البحر المتوسط (في سياق انحياز سوريا إلى إيران في الحرب العراقية الإيرانية) دفعها إلى دعم إنشاء التحالف الوطني. وأفيد أيضًا بأن الائتلاف حصل على الدعم من الأردن. بالنسبة للإسلاميين، من ناحية أخرى، أصبح توحيد القوى مع الجماعات العلمانية ضرورة بعد الهزيمة في حماة في نفس العام. ولم يكن لميثاق التحالف الوطني سوى فقرة واحدة تشير إلى التراث الإسلامي لسوريا. وقد تسببت هذه النزعة البراغماتية في الانشقاق داخل صفوف الإخوان المسلمين (القائد العسكري لجناحها العسكري عدنان عقلة اعتبرها خيانة) وكذلك من القوى الإسلامية في الخارج. وقد انفصلت مجموعة من العلماء بقيادة طاهر خير الله عن جماعة الإخوان المسلمين احتجاجًا على التحالف الوطني.
ومع ذلك، على الرغم من اتساع نطاقها السياسي، كانت غير قادرة على تعبئة أي ثورة شعبية ضد النظام الحالي في دمشق. وعوضًا عن ذلك، اقتصرت أنشطة الائتلاف إلى حد كبير على التشهير ضد حكومة دمشق. وأجرى القياديين البعثيين السوريين الموالين للعراق شبلي العيسمي و‌أمين الحافظ، بتمثيلهم اللتحالف الوطني، مقابلات مع الصحافة اتهموا فيها حافظ الأسد بأنه مسؤول عن فقدان مرتفعات الجولان في حرب الأيام الستة في عام 1967، الفظائع التي ارتكبت في حماة واتباع خط معتدل تجاه إسرائيل و‌الولايات المتحدة. ومن الجدير بالذكر أن تأسيس التحالف الوطني جاء بعد ثورة حماة، بحلول الوقت الذي كانت فيه إمكانية تعبئة أنشطة المعارضة داخل سوريا متأخرة جدًا. بحلول منتصف الثمانينات كانت المنصة منحلة.